# Aquí y ahora (álbum de Erik Rubín)
Aquí y ahora es el sexto disco del cantante mexicano Erik Rubín. En él, Rubín cambió el sonido de su música rock tradicional a un sonido de britpop. Es su primer trabajo para Sony Music, y fue grabado en Los Ángeles y México. 
Rubín trabajó con Ettore Grencci y otros. El primer sencillo que se edita es «No para de llover». Los siguientes sencillo fueron «Vuela conmigo», «Tu voz» y «Mejor imposible». Fue certificado como disco de oro en diciembre de 2010 por vender 30.000 copias y también se lanzó una edición de lujo con remixes, acústica y 7 videos en un DVD extra.

## Lista de canciones
1. "No Para de Llover"
2. "Invencibles"
3. "Vuela Conmigo"
4. "Tu Voz"
5. "Mejor Imposible"
6. "Luna Azul"
7. "Sonrisa Estática"
8. "Despertar a la Vida"
9. "Corazón Hibrido"
10. "De Sol a Sol"
11. "Aire"
12. "A Donde Voy"

### Versión Deluxe
1. "Aire (Acoustic)"
2. "No Para De Llover(Acoustic)"
3. "Tu Voz (Remix)"
4. "Vuela Conmigo (Remix)"
5. "Mejor Imposible (Remix)"

## Personal
- Stefano Falcone – drums
- Francesco Chiari – bass
- Fernando Pantini – guitars
- Ettore Grenci – piano and Keyboards
- Erik Rubín – keyboards and additional guitars

## Certificaciones
| País y Organismo | Certificacón | Ventas | Ref.  |
| ---------------- | ------------ | ------ | ----- |
| México AMPROFON  | Oro          | 30,000 | [ 1 ] |